# Forn de Can Suriol (Olivella)
El Forn de Can Suriol és una obra d'Olivella (Garraf) inclosa a l'Inventari del Patrimoni Arquitectònic de Catalunya.

## Descripció
Està situat dintre del paratge de Can Suriol, poper al nucli d'Olivella. Seguint en paral·lel la Riera de Begues, anant des d'Olivella, es troba al marge esquerre, una vegada passat el mas de Can Suriol.
Compta amb una estructura arquitectònica alçada amb murs de maçoneria, de planta circular. Es conserva la boca, una obertura al mur per on s'introduïa la llenya a la cambra de combustió.

## Història
El forn va ser construït per Ramon Vidal de Ca la Laieta Vella i Josep Arnal el Valencià. Utilitzat entre 1930 i 1940, aproximadament.